# Mellana meridiani
Mellana meridiani is een vlinder uit de familie van de dikkopjes (Hesperiidae). De wetenschappelijke naam van de soort is voor het eerst geldig gepubliceerd in 1934 door Hayward.